# Guillaume Tirel

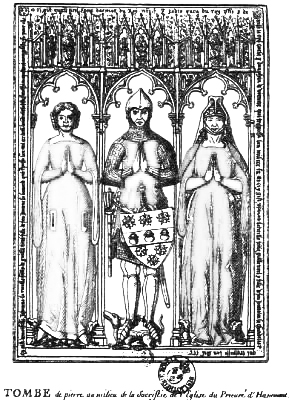
Lápida de la tumba de Guillaume Tirel y de sus mujeres. Reproducción extraída del libro de Jérôme Pichon y Georges Vicaire (París, Techener, 1892).

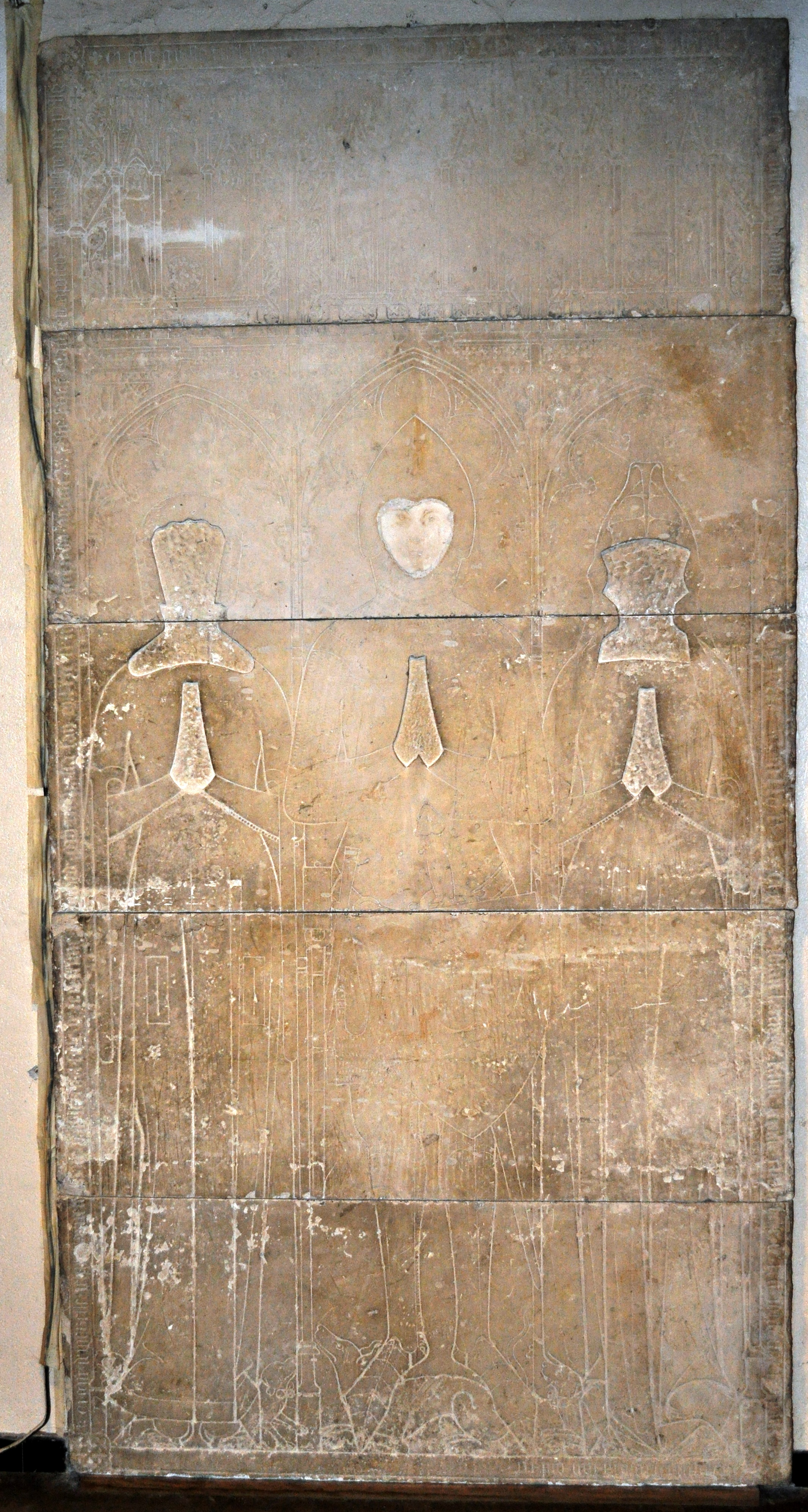
Lápida original de la tumba de Guillaume Tirelllevent.

Guillaume Tirel (Pont-Audemer, Eure, circa 1314 - 1395), alias Taillevent, fue un cocinero francés, jefe de cocina de varios reyes de la Francia medieval. Es conocido como el autor del libro de cocina medieval denominado Viandier, uno de los primeros recetarios escritos en francés.

## Biografía
El primer dato biográfico que se tiene de Guillaume Tirel aparece en un documento de 1326 en el que consta como aprendiz de cocina en la coronación de la reina Juana de Évreux, mujer del rey Carlos IV. Figura bajo el apodo Taillevent, y se estima que tenía entre 12 y 14 años. Luego se pierde su rastro hasta 20 años más tarde, en 1346, cuando es cocinero del rey Felipe de Valois; el rey le hace entonces una donación para que él y su mujer, Jeanne Bonard, funden una capilla en Saint-Germain-en-Laye, donde tienen una casa. Esta capilla iba a ser destinada a alojar la sepultura de Taillevent, su mujer y sus familiares. Jeanne Bonard murió en 1363 y Taillevent se casó en segundas nupcias con Isabeau Le Chandelier, conocida más adelante como Isabeau la Tirelle alias La Taillevande. Son las dos mujeres que le rodean en la lápida que encargará para su tumba.
En 1355, tras la muerte del rey, y bajo el reinado de Juan el Bueno, Taillevent fue cocinero del Delfín de Viennois y duque de Normandía, hijo mayor del Rey. Cuando este accedió al trono en 1364 como Carlos V, Taillevent siguió a su servicio mejorando su posición: de cocinero en 1371 pasó a primer cocinero, sargento de armas y jefe de la cocina del Rey en 1373. Teniendo en cuenta el aprecio que el rey le tenía a Taillevent (en los documentos que dan fe de sus numerosas dadivas se refería a él como «mi amado cocinero»), y sabiendo que Carlos V era gran amante de las letras y las ciencias, y que en varias ocasiones encargó la redacción de tratados, los historiadores Jérôme Pichon y Georges Vicaire consideran muy probable que fuese él el instigador del Viandier o que el libro pudiera ser un encargo suyo.
En el año 1381 Taillevent entró al servicio de Carlos VI como primer caballero de cocina del rey, al cual servirá hasta el año 1392, en el que se convirtió en «Maestre de las guarniciones de cocina del Rey» (Maistre des garnisons de cuisine du Roi). Este cargo le confirió la responsabilidad de dirigir y supervisar las cocinas reales, por lo que ya no ejercía de cocinero propiamente dicho. A los pocos años murió en Saint-Germain-en-Laye, en 1395, y fue enterrado en la capilla que levantó en el priorato de Hennemont. La lápida de su tumba fue donada en 1874 al museo municipal de Saint-Germain-en-Laye y transferida en el último tercio del siglo XX a la cripta de la iglesia de Saint-Léger, en ese mismo municipio. Una avenida de la ciudad lleva su nombre.
Le Viandier tuvo gran éxito incluso antes de 1490, fecha de su primera versión impresa, y se reeditó en numerosas ocasiones hasta los primeros años del siglo XVII. El Ménagier de Paris, escrito en torno a 1395, toma prestados numerosos pasajes del libro.
François Villon inmortalizó a este gran cocinero francés con dos frases: «Si aille veoir en Taillevent / Ou chapitre de fricassure» (Así busqué en Taillevent / en el capítulo de las fricassées). Taillevent es también el nombre de un restaurante prestigioso parisiense. En 2013, abrió en París el instituto público de secundaria Guillaume Tirel, dedicado a la hostelería.

## Fuente utilizada
- Le viandier de Guillaume Tirel , dit Taillevent ,... : publié sur le manuscrit de la Bibliothèque nationale avec les variantes des mss. de la Bibliothèque Mazarine et des Archives de la Manche / précédé d'une introduction, d'une bibliographie des manuscrits et des éditions, et accompagné de notes par le Baron Jérôme Pichon et Georges Vicaire. Jerôme Pichon, Georges Vicaire. Techener, París, 1892.